# 유리 (1996년 영화)
"유리"는 1996년에 개봉한 대한민국의 영화이다.

## 캐스팅
- 박신양 : 유리 역
- 이은정 : 누이 역
- 문영동 : 촛불승 역
- 장송미 : 요니 역
- 조은경 : 목사딸 역
- 장인한 : 스승 역
- 정진각 : 에꾸 역
- 정민영 : 장로 역
- 형유서 : 존자 역
- 이인영 : 어머니 역
- 김동혁 : 어린 유리 역
- 고영환 : 도보승 역
- 김태용 : 십장 역
- 손종호 : 목수 역
- 박상기 : 회계 역
- 최진석 : 칙량사 역
- 진남수 : 청년 1 역
- 안혁모 : 청년 2 역
- 윤희균 : 청년 3 역
- 권동환 : 청년 4 역
- 김영철 : 꼽추 역
- 조성각 : 사내 1 역
- 박지인 : 중리댁 역
- 강경미 : 수도부 1 역